# Бекер (Міннесота)
Бекер (англ. Becker) — місто (англ. city) в США, в окрузі Шерберн штату Міннесота. Населення — 4877 осіб (2020).

## Географія
Бекер розташований за координатами 45°22′59″ пн. ш. 93°53′5″ зх. д. / 45.38306° пн. ш. 93.88472° зх. д. (45.383003, -93.884589).  За даними Бюро перепису населення США в 2010 році місто мало площу 28,49 км², з яких 27,32 км² — суходіл та 1,17 км² — водойми.

## Демографія
Згідно з переписом 2010 року, у місті мешкало 4538 осіб у 1526 домогосподарствах у складі 1164 родин. Густота населення становила 159 осіб/км².  Було 1644 помешкання (58/км²).
Расовий склад населення:
| - 96,6 % — білих - 0,9 % — азіатів - 0,5 % — чорних або афроамериканців - 0,2 % — корінних американців - 0,1 % — вихідців з тихоокеанських островів |

До двох чи більше рас належало 1,6 %. Частка іспаномовних становила 1,7 % від усіх жителів.
За віковим діапазоном населення розподілялося таким чином: 34,1 % — особи молодші 18 років, 56,6 % — особи у віці 18—64 років, 9,3 % — особи у віці 65 років та старші. Медіана віку мешканця становила 30,7 року. На 100 осіб жіночої статі у місті припадало 93,0 чоловіків;  на 100 жінок у віці від 18 років та старших — 90,4 чоловіків також старших 18 років.
Середній дохід на одне домашнє господарство  становив 76 059 доларів США (медіана — 69 730), а середній дохід на одну сім'ю — 80 670 доларів (медіана — 80 575). Медіана доходів становила 48 780 доларів для чоловіків та 45 670 доларів для жінок. За межею бідності перебувало 1,8 % осіб, у тому числі 3,0 % дітей у віці до 18 років та 0,0 % осіб у віці 65 років та старших.
Цивільне працевлаштоване населення становило 2578 осіб. Основні галузі зайнятості: роздрібна торгівля — 20,6 %, освіта, охорона здоров'я та соціальна допомога — 20,6 %, виробництво — 12,9 %, будівництво — 8,8 %.